# Joris Frans Xaveer Berckmans
Pour les articles homonymes, voir Berckmans.
Joris Frans Xaveer Berckmans, seigneur de Laethove van der Borcht, est un auteur littéraire flamand du XVIIe siècle, né à Lierre et décédé le 7 juin 1694. À partir de 1639, il est devenu notaire et, en 1669, il devient échevin. De 1636 à 1688, il a été à la tête d'une chambre de rhétorique.

## Source
- Digitale Bibliotheek voor Nederlandse letteren